# Johannes Nicolai Särtling
Johannes Nicolai Särtling, död 25 maj 1687 i Krokeks församling, Östergötlands län, var en svensk präst.

## Biografi
Särtling var från Söderköping och blev 1671 student vid Uppsala universitet. Han  förekommer i universitets matrikel först 7 augusti 1672 under namnet Sartling. Särtling prästvigdes 3 juli 1678 och blev 3 maj 1682 kyrkoherde i Krokeks församling. Han avled 1687 i Krokeks församling.
Särtling gifte sig 15 maj 1682 med hushållerskan Anna Olofsdotter från Häradshammars församling.